# قشلاق بيغ علي السفلي (مقاطعة بيله سوار)
قشلاق بیغ علي السفلی (بالفارسية: قشلاق بیگ‌علی سفلی) هي منطقة سكنية تقع في إيران في أردبيل. يقدر عدد سكانها بـ 52 نسمة .